# Rise Above Records
Rise Above Records ist ein britisches Plattenlabel mit Sitz in London. Es wurde 1989 von Lee Dorrian gegründet, der bis zu diesem Jahr Mitglied der Grindcore-Band Napalm Death war und ein Jahr später die Doom-Metal-Band Cathedral gründete. Benannt wurde das Label nach dem Lied Rise Above auf der Napalm-Death-EP Mentally Murdered, zu der Dorrian den Gesang beigesteuert hatte.

## Geschichte
Die ersten Veröffentlichungen waren Live-EPs der Bands Napalm Death und S.O.B. sowie ein Album der britischen Hardcore-Punk-Band Long Cold Stare. Das darauf folgende Album What’s the Truth? von S.O.B., welches 1991 erschien, stellte in zweierlei Hinsicht einen Einschnitt in der Geschichte des Labels dar. Einerseits erschien es als erste Veröffentlichung von Rise Above Records zusätzlich zur LP-Ausgabe auch in einer Version auf MC und CD, andererseits war es die letzte Veröffentlichung des Labels, die sich dem Grindcore oder Hardcore Punk zuordnen lässt. Kurze Zeit später veröffentlichte das Label die Kompilation Dark Passages mit Bands aus dem Bereich des Doom Metal, wie Cathedral, Saint Vitus, Solitude Aeturnus und Count Raven. Auch die späteren Veröffentlichungen des Labels lassen sich größtenteils diesem Genre sowie dem verwandten Stoner Rock zuordnen. Dazu zählen etwa Alben der Bands Electric Wizard, Grand Magus und Orange Goblin.
Unter der Bezeichnung Rise Above Relics veröffentlicht das Label Alben von Rock-Bands der 1960er- und 1970er-Jahre, darunter Necromandus, Luv Machine und den britischen Steel Mill.

## Veröffentlichungen (Auswahl)
| - 1989: Napalm Death – Live (EP) - 1989: S.O.B. – Thrash Night (EP) - 1989: Long Cold Stare – Tired Eyes - 1991: S.O.B. – What’s the Truth? - 1995: Electric Wizard – Electric Wizard - 1997: Orange Goblin – Frequencies from Planet Ten - 1998: Orange Goblin – Time Travelling Blues - 1999: Sleep – Jerusalem - 2000: Orange Goblin – The Big Black - 2000: Electric Wizard – Dopethrone - 2001: Grand Magus – Grand Magus - 2002: Electric Wizard – Let Us Prey - 2002: Orange Goblin – Coup de Grace - 2003: Grand Magus – Monument - 2004: Witchcraft – Witchcraft - 2004: Orange Goblin – Thieving from the House of God - 2004: Electric Wizard – We Live - 2005: Grand Magus – Wolf’s Return | - 2005: Witchcraft – Firewood - 2007: Orange Goblin – Healing Through Fire - 2007: Witchcraft – The Alchemist - 2007: Electric Wizard – Witchcult Today - 2008: Moss – Sub Templum - 2008: Grand Magus – Iron Will - 2008: Blood Ceremony – Blood Ceremony - 2009: Moss – Tombs of the Blind Drugged (EP) - 2010: Electric Wizard – Black Masses - 2010: Ghost – Opus Eponymous - 2011: Blood Ceremony – Living with the Ancients - 2013: Blood Ceremony – The Eldritch Dark - 2018: Septic Tank – Rotting Civilisation Rise Above Relics - 2006: Luv Machine – Turns You On - 2006: Possessed – Exploration - 2009: Ax – You’ve Been So Bad - 2010: Steel Mill – Jewels of the Forest (Green Eyed God Plus) - 2010: Necromandus – Orexis of Death & Live - 2010: Bang – Bullets & Death of a Country |